# María Adánez
María Adánez Almenara (Madrid, 12 marzo 1976) è un'attrice spagnola.

## Filmografia

### Cinema
- Cabo de vara, regia di Raúl Artigot (1978)
- Loca por el circo, regia di Luis María Delgado (1982)
- El currante, regia di Mariano Ozores (1983)
- El crack dos, regia di José Luis Garci (1983)
- Mar brava, regia di Angelino Fons (1983)
- Vivir mañana, regia di Nino Quevedo (1983)
- El vuelo de la paloma, regia di José Luis García Sánchez (1989)
- El rey del mambo, regia di Carles Mira (1989)
- I peggiori anni della nostra vita (Los peores años de nuestra vida), regia di Emilio Martínez Lázaro (1994)
- La ley de la frontera, regia di Adolfo Aristarain (1995)
- Corazón loco, regia di Antonio del Real (1997)
- El tiempo de la felicidad, regia di Manuel Iborra (1997)
- El grito en el cielo, regia di Dunia Ayaso e Félix Sabroso (1998)
- Cha-cha-chá, regia di Antonio del Real (1998)
- Tra le gambe (Entre las piernas), regia di Manuel Gómez Pereira (1999)
- Rewind, regia di Nicolás Muñoz Avia (1999)
- Tiempos de azúcar, regia di Juan Luis Iborra (2001)
- Todo menos la chica, regia di Jesús R. Delgado (2002)
- X, regia di Luis Marías (2002)
- El lápiz del carpintero, regia di Antón Reixa (2003)
- Descongélate!, regia di Dunia Ayaso e Félix Sabroso (2003) - non accreditata
- Tiovivo c. 1950, regia di José Luis Garci (2004)
- Aguasaltas.com - Un villaggio nella rete (Dot.com), regia di Luís Galvão Teles (2007)
- Le mie grosse grasse vacanze greche (My Life in Ruins), regia di Donald Petrie (2009)
- Specchio, specchio (Espejo, Espejo), regia di Marc Crehuet (2022)

### Televisione
- Farmacia de guardia (1991)
- Pepa y Pepe (1994)
- Menudo es mi padre (1996)
- Los negocios de mamá (1997)
- Ellas son así (1999)
- Javier ya no vive solo (2002)
- Aquí no hay quien viva (2003–2006)
- Círculo rojo (2007)
- Estados alterados (2008)
- Il segreto (2011)

## Doppiatrici italiane
- Laura Latini in Le mie grosse grasse vacanze greche
- Claudia Catani in Specchio, specchio